# Shaka Rock
Shaka Rock è il terzo ed ultimo album del gruppo musicale australiano Jet, pubblicato il 27 agosto 2009 dalla EMI.
Il primo singolo estratto dal disco, She's a Genius, è stato lanciato ufficialmente il 7 luglio 2009. Dall'album sono stati inoltre estratti gli altri singoli Black Hearts (On Fire) e Seventeen.

## Tracce
1. K.I.A (Killed in Action)
2. Beat on Repeat
3. She's a Genius  	2:58
4. Black Hearts (On Fire)
5. Seventeen
6. La Di Da
7. Goodbye Hollywood
8. Walk
9. Times Like This
10. Let Me Out
11. Start the Show
12. She Holds a Grudge

## Formazione
- Nic Cester - chitarra e prima voce
- Cameron Muncey - chitarra e voce
- Mark Wilson - basso e pianoforte
- Chris Cester - batteria e voce